# Ibou Sané
Pour les articles homonymes, voir Sané et Ibou.
Ibou Sané est un footballeur international sénégalais né le 28 mars 2005 à Diégoune. Il joue au poste d'attaquant au FC Metz.

## Carrière

### En club

#### Formation à l'AS Génération Foot (jusqu'en 2023)
Ibou Sané est formé à l’AS Génération Foot où il passe professionnel en 2022. Il est titularisé à deux reprises en Ligue 1 lors de la saison 2022-2023 avant de quitter son club formateur pour rejoindre le FC Metz, club avec lequel l'AS Génération Foot possède un partenariat depuis des années.

#### FC Metz (depuis 2023)
Le 22 juillet 2023, il signe un contrat de 5 ans avec le FC Metz, alors en Ligue 1. Il dispute ses première minutes avec son nouveau club face au Clermont Foot 63 en Ligue 1 lors de la 3ème journée du championnat en entrant à la place de Georges Mikautadze à la 86ème minute du match. Peu utilisé lors de la première partie de saison, le club songe à la prêté lors du mercato hivernale, mais son prêt au Paris FC à l'issue de ce dernier est finalement interrompu par le FC Metz. Il inscrit son premier but lors du match contre l'AS Monaco FC lors de la 27ème journée du championnat seulement deux minutes après son entrée.
Lors de la saison suivante, en Ligue 2, Sané est titulaire sur les deux premiers matchs du championnat avec Metz et réalise sa première passe décisive sous les couleurs grenat pour Cheikh Sabaly lors de la 2ème journée du championnat face au Rodez AF.

### En sélection
Il est convoqué en équipe des moins de 20 ans pour la Coupe d'Afrique des nations junior en 2023. Il est titularisé deux fois lors du tournoi où il marque pour son premier match face à l’Egypte pays hôte, avant de remporter la compétition, la première pour le Sénégal.

## Palmarès
| Sénégal -20 ans - CAN junior - Vainqueur en 2023 |

## Statistiques
| Saison                | Club                  | Championnat           | Championnat | Championnat | Championnat | Coupe nationale | Coupe nationale | Coupe nationale | Coupe de la Ligue | Coupe de la Ligue | Coupe de la Ligue | Play-offs | Play-offs | Play-offs | Total | Total | Total |
| Saison                | Club                  | Division              | M.          | B.          | P.d.        | M.              | B.              | P.d.            | M.                | B.                | P.d.              | M.        | B.        | P.d.      | M.    | B.    | P.d.  |
| 2023-2024             | FC Metz               | Ligue 1               | 9           | 1           | 0           | 1               | 0               | 0               | -                 | -                 | -                 | 1         | 0         | 0         | 11    | 1     | 0     |
| 2024-2025             | FC Metz               | Ligue 2               | 22          | 2           | 1           | 2               | 1               | 0               | -                 | -                 | -                 | -         | -         | -         | 24    | 3     | 1     |
| 2024-2025             | FC Metz               | Ligue 1               | 1           | 0           | 0           | -               | -               | -               | -                 | -                 | -                 | -         | -         | -         | 1     | 0     | 0     |
| Sous-total            | Sous-total            | Sous-total            | 32          | 3           | 1           | 3               | 1               | 0               | -                 | -                 | -                 | 1         | 0         | 0         | 36    | 4     | 1     |
| Total sur la carrière | Total sur la carrière | Total sur la carrière | 32          | 3           | 1           | 3               | 1               | 0               | -                 | -                 | -                 | 1         | 0         | 0         | 36    | 4     | 1     |